# نايل أودود
نايل أودود (بالإنجليزية: Niall O'Dowd)‏ هو صحفي أيرلندي، ولد في 18 مايو 1953.